# Daubenya
Daubenya là một chi thực vật có hoa trong họ Asparagaceae.